# Turibius von Astorga

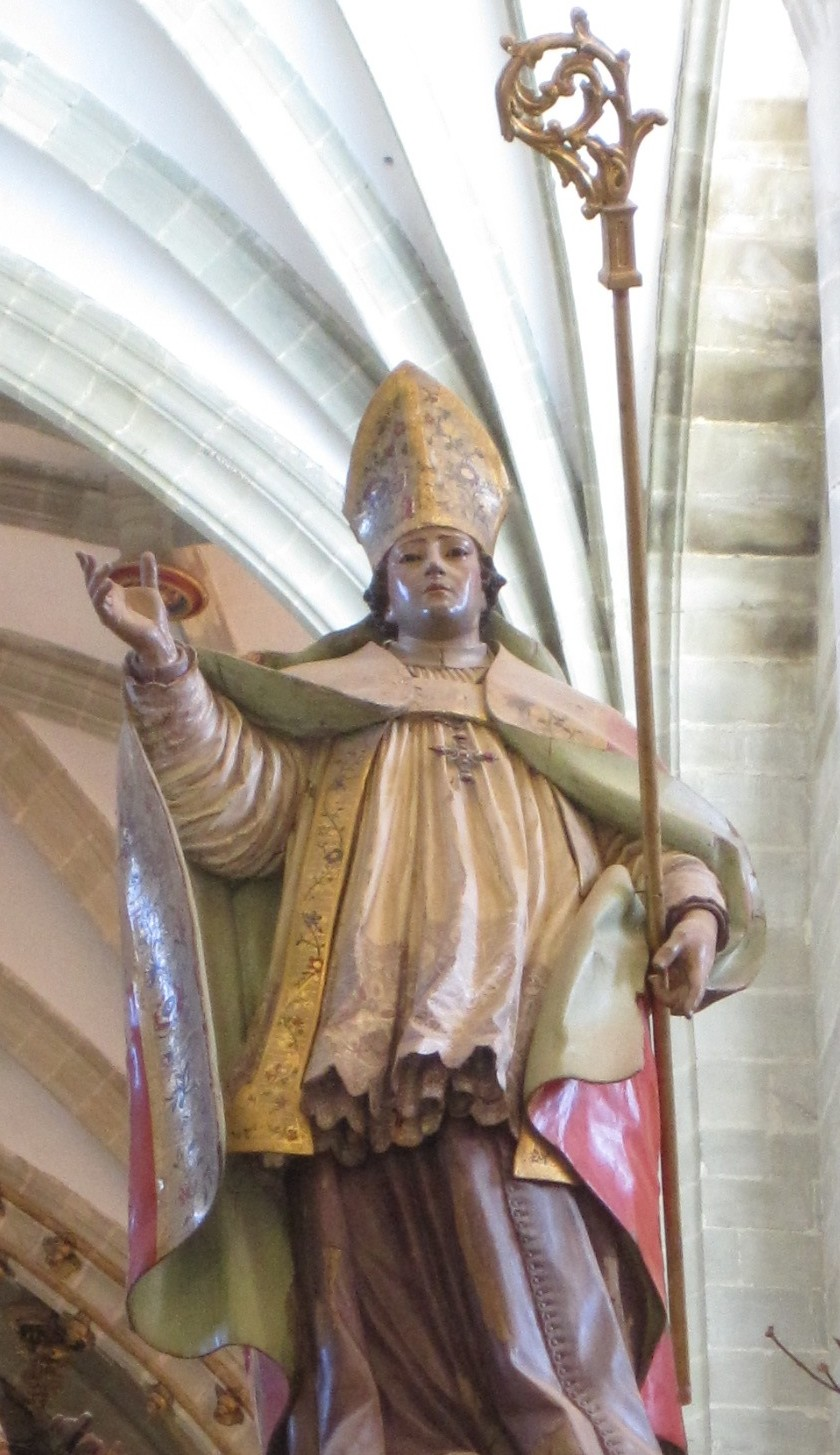
Santo Toribio in der Kathedrale von Astorga

Turibius von Astorga (spanisch und italienisch Toribio, polnisch Turrybiusz; * um 402, † Astorga, um 460 oder 476) war seit dem Jahr 444 Bischof der nordspanischen Stadt Astorga.

## Leben
Da es noch einen weiteren Heiligen gleichen Namens gibt, der unter den Namen Turibius von Liébana oder „Turibius, der Mönch“ bekannt geworden ist und im 6. Jahrhundert Bischof von Palencia war, sind beide Personen bereits im Frühmittelalter miteinander verwechselt worden.
Über die Herkunft und die Jugendjahre des Heiligen ist nichts bekannt; einige Quellen verorten seine Geburt nach Betanzos im heutigen Galicien. Andere Quellen behaupten, dass er in Turin (Italien) aus einer wohlhabenden Familie stammt. Später unternahm er angeblich eine Pilgerfahrt ins Heilige Land, wurde dort zum Priester geweiht und zum Wächter der heiligen Stätten berufen. Bei seiner Rückkehr soll er eine Reliquie des Heiligen Kreuzes mitgebracht haben, die in das von seinem Namensvetter gegründete Kloster Santo Toribio de Liébana gelangte und noch heute dort verehrt wird. Von dieser Reise stammt – der Überlieferung zufolge – auch eine Marienstatue, die später vor den Mauren versteckt wurde und danach als verschollen galt, aber schließlich um das Jahr 1200 von einem Templer, der am Bau von deren neuer Burg in Ponferrada mitwirkte, unter einer Steineiche (encina) wiedergefunden wurde und seitdem in der Stadt verehrt wird.
Im Jahr 444 wurde Turibius Bischof von Astorga und begann mit der Bekehrung der heidnischen Sueben; außerdem stellte er sich der theologischen Auseinandersetzung mit dem Priscillianismus. Nach der Einnahme der Stadt durch den Westgotenkönig Theoderich II. im Jahr 456 wurde er gefangen genommen und nach Gallien verschleppt. Nach seiner Freilassung widmete er sich dem Wiederaufbau der Stadt Astorga. Seine sterblichen Überreste wurden im 8. Jahrhundert in das Kloster von Liébana verbracht.

## Verehrung
Mehrere Kirchen – vor allem im Norden Spaniens und im ehemaligen spanischen Kolonialreich – sind dem hl. Turibius (Santo-Toribio) geweiht; sein Gedenktag ist der 16. April. Die männlichen Vornamen Toribio oder Turrybiusz sind ausgesprochen selten.

## Darstellung
Turibius von Astorga wurde nur selten und dann stets im Bischofsornat dargestellt.